# Arthur Barclay
Arthur Barclay (31 de julio de 1854 - 10 de julio de 1938) fue un político liberiano, 15º Presidente de Liberia desde 1904 hasta 1912.
Barclay nació en 1854 en Bridgetown, Barbados. Más tarde emigró a Liberia. Entre 1892 y 1902 fungió como alcalde de Monrovia. Bajo el gobierno del presidente Garretson W. Gibson ocupó el cargo de Ministro de Finanzas y luego se convirtió en su sucesor. Del 4 de noviembre de 1904 al 1 de enero de 1912, Barclay fue presidente de Liberia en representación del Partido Whig Auténtico. A fines de la década de 1920, fue miembro de una comisión de la Liga de las Naciones, que tuvo que investigar el escándalo de Fernando Po, un escándalo de violación de derechos humanos por parte del gobierno liberiano.
Falleció el 10 de julio de 1938 en Monrovia.